# Innokentij (Solodčin)
Innokentij (světským jménem: Ivan Vasiljevič Solodčin; 1842, Malejevo – 23. října 1919, Moskva) byl ruský duchovní Ruské pravoslavné církve a biskup priamurský a blagověščenský.

## Život
Narodil se roku 1842 ve vesnici Malejevo Rjazaňské gubernie.
Studoval na Tomském duchovním učilišti a poté na Tomském duchovním semináři.
Roku 1863 nastoupil na Petrohradskou duchovní akademii a po dokončení studia odešel do Altajské duchovní misie. Stal se učitelem učiliště v Ulale.
Dne 16. února 1874 přešel do Zabajkalské misie.
Dne 30. listopadu 1875 byl postřižen na monacha se jménem Innokentij a 7. prosince rukopoložen na jeromonacha.
Dne 21. května 1876 začal sloužit v Tarabagatajské misijní farnosti.
Dne 25. února 1880 se stal vedoucím Katandské misie.
Dne 28. února 1885 začal působit jako duchovní Tomského duchovního semináře a roku 1889 byl povýšen na igumena.
Dne 19. září 1890 byl jmenován asistentem vedoucího Altajské misie.
Roku 1893 byl povýšen na archimandritu.
Od 7. dubna 1894 působil jako pozorovatel eparchiálních škol tomské eparchie, kterým byl do roku 1897.
Dne 31. srpna 1898 se stal představeným Tomského Alexejevského monastýru.
Roku 1899 jej Nejsvětější synod zvolil biskupem priamurským a 9. února proběhla jeho biskupská chirotonie. Světiteli byli biskup tomský Makarij (Něvskij) a biskup zabajkalský Mefodij (Gerasimov).
Dne 24. září 1900 byl penzionován.
Od roku 1902 spravoval Chersonésoský Vladimirský monastýr tavrické eparchie.
Dne 30. ledna 1906 byl jmenován představeným Svijažského Uspenského monastýru a 28. dubna 1909 byl vrácen zpět do služby v Chersonésoském monastýru.
Dne 2. května 1915 byl uvolněn z funkce představeného a jako místo pobytu mu byl určen Pokrovský monastýr v Moskvě. Podle některých zdrojů přijal velkou schimu se jménem Ioann.
Zemřel 23. října 1919. Pohřben byl v nižším chrámu Narození přesvaté Bohorodice chersonésoského katedrálního chrámu svatého Vladimíra.